# 1173 в Україні

## Події
- Другий похід великого князя володимирського Андрія Боголюбського на Київщину (невдалий)[1]:
  - Андрій Боголюбський звелів Ростиславичам видати йому винних у вбивстві брата Гліба. Ростиславичі не підкорилися, тоді Андрій звелів Роману Ростиславичу покинути Київ. Роман Ростиславич повернувся до Смоленська.
  - Андрій послав до Києва свого брата Всеволода Велике Гніздо.
  - Ростиславичі змовилися, в'їхали потайки в Київ, схопили Всеволода й посадили на престол Рюрика Ростиславича.
  - Андрій Боголюбський зібрав 50-тисячне військо з дружин понад 20 князів та половців і пішов на Київ.
  - Захопивши Київ, військо Боголюбського пішло на Вишгород проти Мстислава Ростиславича, головного організатора непокори.
  - У ніч на 19 грудня під Вишгородом військо Боголюбського було дощенту розгромлене українцями під командуванням Мстислава Ростиславича та луцького князя Ярослава Ізяславича, який після перемоги став великим київським князем. Військо Боголюбського розбіглося.
  - Ростиславичі віддали київський престол луцькому князю Ярославу Ізяславичу, старшому в роді[2].

## Особи

### Призначено, звільнено
- Мешко III Старий великим князем Польщі (праправнук Великого князя Київського Володимира Святого, по батьківській та материнській лініях був нащадком Великих князів Київських Володимира Великого та Ярослава Мудрого).

## Пам'ятні дати та ювілеї
- 275 років з часу (898 рік):
  - Облоги Києва — нападу кочівників-угорців на чолі з ханом Алмошем на Київ в ході їх кочування на захід і попередній завоюванню батьківщини на Дунаї (з центром в Паннонії)[3].
  - першої писемної згадки про місто Галич[4][5][6] — колишньої столиці Галицько-Волинського князівства, наймогутнішої твердині на південно-західних давньоруських землях, а нині — центру Галицької міської громади Івано-Франківської області.
- 100 років з часу (1073 рік):

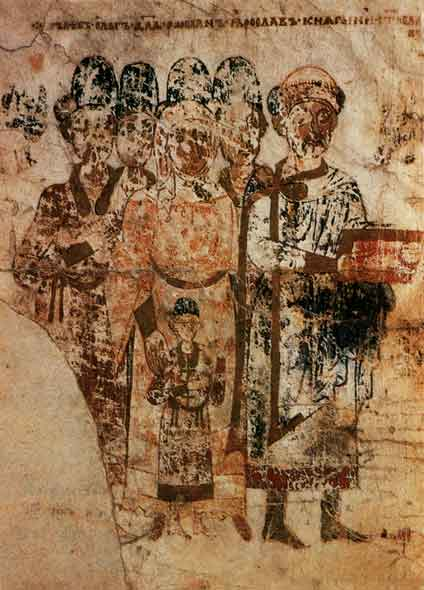
Зображення Святослава Ярославича в «Ізборнику» 1073 року

- - розпаду триумвірату в результаті захоплення великокняжого престолу Святославом Ярославичем (до 1076 року) за допомогою брата Всеволода[7].
  - укладення енциклопедичного збірника Ізборник Святослава[7].

### Видатних особистостей

#### Народження
- 150 років з часу (1023 рік):
  - народження Анастасії Ярославни, королеви Угорщини (1046—1061 рр.) з династії Рюриковичів, дружини короля Андраша I; наймолодша дочка Ярослава Мудрого та Інгігерди, сестри королеви Франції Анни Ярославни та королеви Норвегії Єлизавети Ярославни (пом 1074).

#### Смерті
- 100 років з часу (1073 рік):

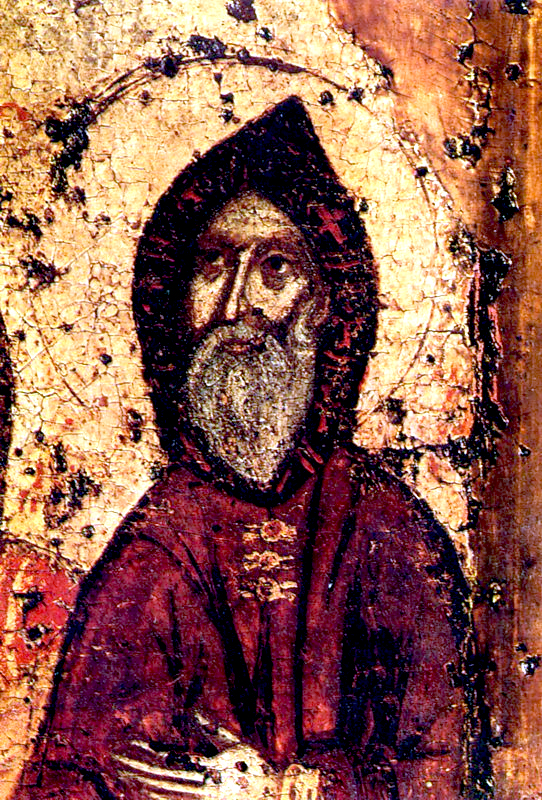
Фрагмент Свенської ікони Божої Матері

- - смерті Антонія Печерського, церковного діяча Русі-України, одного із засновників Києво-Печерського монастиря і будівничог Свято-Успенського собору (нар 983)[8][9];
- 75 років з часу (1098 рік):
  - смерті Єфре́ма II Переясла́вського — церковного діяча, святого XI–XII століть, єпископа Переяслава, пізніше митрополита Київського.
- 50 років з часу (1123 рік):
  - 1 серпня — смерті Давида Святославича — князя переяславського (1073—1076), князя муромського (1076—1093), князя смоленського (1093—1095 і 1096—1097), князя новгородського в (1094—1095), князя чернігівського (1097—1123). Середній з п'яти синів Великого князя Київського Святослава II Ярославича[10] (нар. бл.1050).
  - смерті Яросла́ва Святопо́лчича — волинського князя (1100—1118) з династії Рюриковичів, сина великого князя київського Святополка II Ізяславича (нар.. бл.1072).